# مسجد مبارك (أن زانغ)
مسجد مبارك هو مسجد يقع في مديرية Phú Tân بمحافظة أن زانغ، فيتنام. يقال أنه تم بناؤه عام 1750 وتم تجديده عام 1808. وهو أحد أقدم مساجد المجتمع المسلم لشعب تشام.